# Почтальон из Лонжюмо
«Почтальон из Лонжюмо» (фр. Le postillon de Lonjumeau) — комическая опера в трёх актах Адольфа Адана на либретто Адольфа де Лёвена и Леона Брюнсвика. Это единственная опера Адана, которая продолжает регулярно ставиться в театрах. 
Арию Шаплу из первого акта «Я расскажу вам приключенье…» (Mes amis, écoutez l’histoire), содержащую в конце ноту ре5 (то есть самую верхнюю ноту тенорового вокального диапазона), называют экзаменом для теноров. Популярны также ария Альциндора, терцет из третьего акта.
По мотивам оперы режиссёр Карел Ламач в 1936 году снял фильм — музыкальную комедию «Почтальон из Лонжюмо».

## История
Премьера оперы состоялась в Опера-комик в Париже 13 октября 1836 года. Затем последовали постановки в театре Сен-Джеймс в Лондоне 13 марта 1837 года и в театре д’Орлеан в Новом Орлеане 19 апреля 1838 года. На русской сцене оперу впервые показали в 1838 году в Петербурге силами немецкой труппы, а в 1839 году её поставили в Москве в Большом театре.
Опера была очень популярна в XIX веке, мелодии из неё распевала вся Франция. Исполнение роли Шаплу на сцене Шведской оперы в апреле 1952 года принесло международную известность молодому тенору Николаю Гедде. 
Во второй половине XX века и позднее опера исполняется довольно редко. Например, в 2000 году «Почтальона» поставила опера Унтер-ден-Линден, а в 2004 году — оперный театр Дижона.

## Действующие лица
| Роль                                        | Тип голоса                         | Исполнитель на премьере 13 октября 1836 (дирижёр — Анри Валентино) |
| ------------------------------------------- | ---------------------------------- | ------------------------------------------------------------------ |
| Мадлен, трактирщица, позже госпожа де Латур | драматическое колоратурное сопрано | Женевьева-Эме-Зои Прево                                            |
| Роза, камеристка                            | лирическое сопрано или субретка    | Мадам Рya                                                          |
| Шаплу, почтальон, позже Сен-Фар, певец      | тенор                              | Жан-Батист Шолле                                                   |
| Маркиз де Корси, директор театра            | баритон                            | Эдмонд-Жюль Делонуа-Рикер                                          |
| Бижу, кузнец, позже Альциндор, хорист       | бас-баритон                        | Франсуа-Луи Анри                                                   |
| Бурдон                                      | бас                                | Руа                                                                |

## Краткое содержание

### Акт 1
Гадалка предсказала новобрачным — почтальону (кучеру упряжки почтовых лошадей) Шаплу и его молодой жене трактирщице Мадлен, — что им следует быть готовым к трудностям. Молодые весело празднуют свадьбу, надеясь лишь, что Шаплу не придётся срочно уезжать из Лонжюмо. Кузнец Бижу, также влюблённый в Мадлен, наоборот, надеется на то, что путешественники вот-вот прибудут. Ему повезло: в деревушку приехал маркиз де Корси, директор Королевского оперного театра в Париже. Пока кузнец чинит колесо его кареты, маркиз наблюдает за празднеством. Ему приглянулась прелестная Мадлен, но ещё больше он потрясён красивым голосом почтальона и его весёлой песенкой. Корси уговаривает почтальона немедленно ехать с ним, обещая ему блестящую карьеру. Соблазнённый грядущим успехом, жених уезжает с маркизом, поручив Бижу объяснить Мадлен причину его отъезда.

### Акт 2
Прошло десять лет. Мадлен получила в наследство богатство и титул и теперь зовётся мадам де Латур. Шаплу под псевдонимом Сен-Фар стал звездой Парижской оперы. Его приятель Бижу служит в опере хористом, теперь его имя — Альциндор. Воспользовавшись симпатией маркиза, мадам де Латур приглашает его и певцов Парижской оперы на приём. Сен-Фар сражён великолепием замка Латур и красотой его хозяйки, он немедленно делает ей предложение. Мадлен, верная своему мужу, попыталась напомнить воздыхателю, пылкому жениху, что у него уже есть жена, но тот решил всё отрицать. Хитрая уловка Сен-Фара, который просил Бижу прислать артиста, переодетого священником, разгадана, настоящий священник прибыл. Свадьба состоялась.

### Акт 3
Узнав о том, что священник оказался настоящим, Шаплу и Бижу в ужасе: по закону за двоежёнство полагается виселица. Маркиз вызвал полицейских, но мадам де Латур спасла легкомысленного мужа, появившись в платье простой трактирщицы и подтвердив, что обвенчалась со своим собственным мужем.

## Записи
- 1952, Шведская королевская опера: дирижёр Курт Бендикс; Николай Гедда (Шаплу/Сен-Фар), Свен-Эрик Якобсон (де Корси), Георг Сведенбранд (Бижу/Альциндор), Йёрдис Шюмберг (Мадлен / госпожа де Латур) — Cantus-Line[3]
- 1952, Хор и оркестр Парижского радио-лирик, дирижёр Жюль Грессьер; Анри Леже (Шаплу/Сен-Фар), Рене Эрен (де Корси), Люсьен Ловано (Бижу/Альциндор), Жанин Мишо (Мадлен / госпожа де Латур) — Cantus Classic
- 1985, Опера Монте-Карло: Филармонический оркестр Монте-Карло, дирижёр Томас Фултон[англ.]; Джон Алер (Шаплу/Сен-Фар), Франсуа Ле Ру (де Корси), Жан-Филипп Лафон (Бижу/Альциндор), Джун Андерсон (Мадлен / госпожа де Латур) — EMI Classics
- 2020, Опера-Комик: Оркестр Руанской оперы и хор Accentus; исполнители: Майкл Спайерз, Флори Валикетт, Франк Легеринель, Мишель Фо. Доступна видеозапись.